# 草
 (octobre 2020).
Si vous disposez d'ouvrages ou d'articles de référence ou si vous connaissez des sites web de qualité traitant du thème abordé ici, merci de compléter l'article en donnant les références utiles à sa vérifiabilité et en les liant à la section « Notes et références ».
草 est un caractère chinois idéophonétique signifiant herbe. il est composé de la forme en clé de l'herbe (艸) et du caractère tôt (早).
Son caractère Unicode est 8349.

Version grand sceau du caractère.

En chinois, il est prononcé cǎo (/ʦʰɑʊ̯²¹⁴/) en mandarin, sa prononciation étant dérivée du caractère 早, prononcé zǎo (/ʦɑʊ̯²¹⁴/).
Il était autrefois utilisé en coréen comme hanja, et a été remplacé par les caractères hangeul 초 (/tɕʰo/, transcription phonétique) et 풀 (/pʰul/, transcription sémantique).
En japonais, 草 est un kanji. Il fait partie des kyōiku kanji de 1re année. Il se lit ソウ (sou) en lecture on (transcription phonétique) et くさ (kusa) en lecture kun (transcription sémantique). Il signifie herbe.
En vietnamien, il a été remplacé par les transcriptions latines thảo, tháu et xáo.